# حي هودن
حي هودن (بالصومالية: Degmada Hodan)‏ مقاطعة تابعة لمحافظة بنادر جنوب شرق الصومال، وحي من أحياء العاصمة الصومالية مقديشو يقع في الجزء الشمالي الغربي من المدينة.

## خلفية تاريخية
في 14 أكتوبر 2017 انفجرت شاحنتان مفخختان في مديرية هودن ما أسفر عن مقتل ما لا يقل عن 587 شخصًا وتدمير فندق.

## روابط خارجية
- مقاطعات الصومال
- الخريطة الإدارية لحي هودن